# Dicamptodon tenebrosus
Dicamptodon tenebrosus är en groddjursart som först beskrevs av Baird och Girard 1852.  Dicamptodon tenebrosus ingår i släktet Dicamptodon och familjen västliga mullvadssalamandrar. IUCN kategoriserar arten globalt som livskraftig. Inga underarter finns listade i Catalogue of Life.